# 2006-os Akropolisz-rali

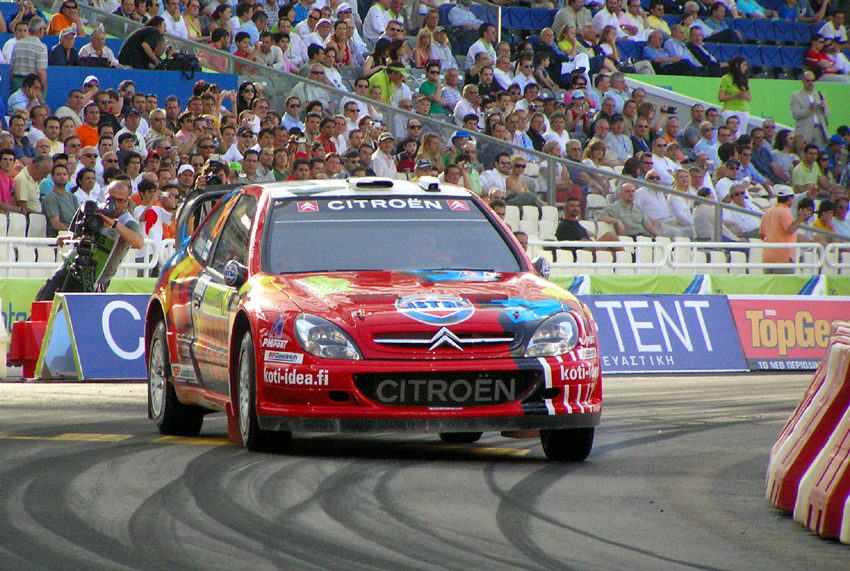
Negyedik helyezésével Toni Gardemeister végzett legelöl a nem gyári versenyzők között

A 2006-os Akropolisz-rali (hivatalosan: 53rd BP Ultimate Acropolis Rally of Greece) volt a 2006-os rali-világbajnokság nyolcadik futama. Június 1 és 4 között került megrendezésre, 18 gyorsasági szakaszból állt, melyek össztávja 356 kilométert tett ki. A versenyen 84 páros indult, melyből 69 ért célba.
A versenyt Marcus Grönholm nyerte, Sébastien Loeb és Mikko Hirvonen előtt.
A futam az N csoportos rali-világbajnokság szezonbeli negyedik futama is volt egyben. Ezt az értékelést a san marinó-i Mirco Baldacci nyerte meg. Másodikként a katari Nászer el-Attija végzett, harmadik pedig az argentin Gabriel Pozzo lett.

## Végeredmény
|      | Versenyző          | Navigátor         | Autó                           | Idő       | Különbség | Pont |
| ---- | ------------------ | ----------------- | ------------------------------ | --------- | --------- | ---- |
| 1    | Marcus Grönholm    | Timo Rautiainen   | Ford Focus RS WRC 06           | 3:56:26.8 | 0.0       | 10   |
| 2    | Sébastien Loeb     | Daniel Elena      | Citroën Xsara WRC              | 3:58:53.6 | +2:26.8   | 8    |
| 3    | Mikko Hirvonen     | Jarmo Lehtinen    | Ford Focus RS WRC 06           | 4:00:10.6 | +3:43.8   | 6    |
| 4    | Toni Gardemeister  | Jakke Honkanen    | Citroën Xsara WRC              | 4:00:47.6 | +4:20.8   | 5    |
| 5    | Henning Solberg    | Cato Menkerud     | Peugeot 307 WRC                | 4:01:22.4 | +4:55.6   | 4    |
| 6    | Daniel Sordo       | Marc Marti        | Citroën Xsara WRC              | 4:01:23.2 | +4:56.4   | 3    |
| 7    | Petter Solberg     | Philip Mills      | Subaru Impreza WRC 2006        | 4:02:01.2 | +5:34.4   | 2    |
| 8    | Xavier Pons        | Carlos del Barrio | Citroën Xsara WRC              | 4:04:45.8 | +8:19.0   | 1    |
| PWRC |                    |                   |                                |           |           |      |
| 1    | Mirco Baldacci     | Giovanni Agnese   | Mitsubishi Lancer Evolution IX | 4:27:37.4 | 0.0       | 10   |
| 2    | Nászer el-Attija   | Chris Patterson   | Subaru Impreza Spec C 06       | 4:28:43.3 | +1:05.9   | 8    |
| 3    | Gabriel Pozzo      | Daniel Stillo     | Mitsubishi Lancer Evolution IX | 4:28:55.3 | +1:17.9   | 6    |
| 4    | Aki Teiskonen      | Miika Teiskonen   | Subaru Impreza WRX STi Spec C  | 4:29:13.7 | +1:36.3   | 5    |
| 5    | Arai Tosihiro      | Tony Sircombe     | Subaru Impreza                 | 4:33:37.7 | +6:00.2   | 4    |
| 6    | Jari-Matti Latvala | Miikka Anttila    | Subaru Impreza WRX STi Spec C  | 4:36:11.2 | +8:33.7   | 3    |
| 7    | Hálid al-Kászimi   | Nick Beech        | Subaru WRX STi                 | 4:37:38.7 | +10:10.2  | 2    |
| 8    | Marcos Ligato      | Ruben Garcia      | Mitsubishi Lancer Evolution IX | 4:41:48.2 | +14:19.7  | 1    |